# Whole Lotta Love
Singles de Led Zeppelin
Good Times Bad Times / Communication Breakdown
(1969) Immigrant Song / Hey Hey What Can I Do
(1970)
Pistes de Led Zeppelin II
What Is and What Should Never Be
(2)
Whole Lotta Love est une chanson du groupe de rock britannique Led Zeppelin. Elle est créditée aux membres du groupe, en se basant sur une chanson de Willie Dixon, You need love. Elle ouvre le second album du groupe, Led Zeppelin II, sorti le 22 octobre 1969, et est également le second single du groupe. Le single est sorti le 7 novembre 1969, en compagnie de Living Loving Maid (She's Just a Woman). Comme l’album, le single est très populaire à sa sortie, atteignant la 2e place des charts américains, et la 1re en Australie. Il est, de plus, certifié « or » par la RIAA.
La chanson est classée 47e meilleure chanson britannique de tous les temps par XFM en 2010. En 2003, elle est classée par Rolling Stone magazine au 75e rang  parmi les 500 meilleures chansons de tous les temps.
Le 25 août 2014, cette chanson est classée meilleur Riff de guitare de tous les temps parmi une sélection de 100 riffs, par un panel d'auditeurs, de critiques, de DJs et de producteurs sur la BBC Radio2.
En 2021, elle est classée meilleur riff de guitare de tous les temps par les magazines Total Guitar et Guitar World.

## Analyse des paroles
Le texte de la chanson provient en partie de You Need Love, un blues de Willie Dixon, avec en plus quelques passages ajoutés par Robert Plant. C'est certainement la chanson la plus érotique enregistrée par Led Zeppelin, entre les paroles originales de Dixon (« way down inside ») et les cris d'orgasmes dans le pont psychédélique joué par Jimmy Page sur un theremin, avant son solo de guitare. Un autre exemple de paroles à connotation sexuelle est la référence en fin de morceau au Back Door Man (reprise également par les Doors), l'amant rentrant par l'arrière de la maison. Mais cela reflète l'état d'esprit du Zeppelin à l'époque, en pleine tournée américaine où les plaisirs en tout genre ne manquaient pas.

## Performances en concert

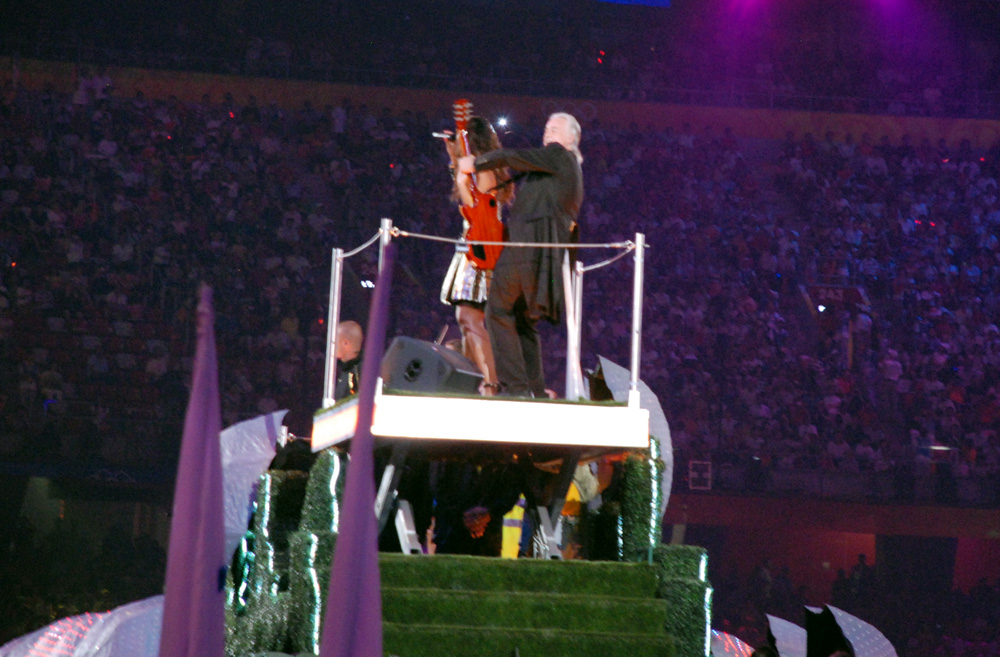
Jimmy Page interprétant Whole Lotta Love lors de la cérémonie de clôture des Jeux olympiques de Pékin le 24 août 2008.

Cette chanson est l’une des plus célèbres du groupe et l’une des rares chansons du groupe à être sortie en 45 tours. Elle fut systématiquement jouée lors de leurs concerts, le plus souvent en rappel, agrémentée de medley rock.
Le 24 août 2008, cette chanson fut interprétée par Jimmy Page lors de la cérémonie de clôture des Jeux olympiques de Pékin dans le Stade du nid d'oiseau aux côtés de la chanteuse Leona Lewis et du joueur de football David Beckham, faisant ainsi le pont entre Pékin 2008 et Londres 2012.

## Musiciens
- Jimmy Page : Guitare, thérémine
- Robert Plant : Chant
- John Paul Jones : Basse
- John Bonham : Batterie

## Classements et certifications
| Année | Hit-parade                                | Meilleure position |
| ----- | ----------------------------------------- | ------------------ |
| 1970  | Afrique du Sud (Springbok Radio)          | 6                  |
| 1970  | Allemagne (Media Control AG)              | 1                  |
| 1970  | Australie (Go-Set National Top 40)        | 1                  |
| 1970  | Australie (Kent Music Report)             | 1                  |
| 1970  | Autriche (Ö3 Austria Top 40)              | 3                  |
| 1970  | Belgique (Flandre Ultratop 50 Singles)    | 2                  |
| 1970  | Canada (CHUM)                             | 2                  |
| 1970  | Canada (100 Singles)                      | 2                  |
| 1970  | États-Unis (Billboard Hot 100)            | 4                  |
| 1970  | États-Unis (Cash Box)                     | 2                  |
| 1970  | États-Unis (Record World)                 | 4                  |
| 1970  | Finlande (Suomen virallinen lista)        | 7                  |
| 1970  | France (SNEP)                             | 38                 |
| 1970  | Italie (FIMI)                             | 25                 |
| 1970  | Pays-Bas (Nederlandse Top 40)             | 4                  |
| 1970  | Pays-Bas (Single Top 100)                 | 5                  |
| 1970  | Pologne (Classements Singles)             | 8                  |
| 1970  | Suisse (Schweizer Hitparade)              | 5                  |
| 1997  | Royaume-Uni (UK Singles Chart)            | 21                 |
| 1997  | Royaume-Uni (UK Rock Chart)               | 1                  |
| 2007  | Royaume-Uni (UK Singles Chart)            | 64                 |
| 2007  | Suisse (Schweizer Hitparade)              | 57                 |
| 2012  | Belgique (Flandre Back Catalogue Singles) | 43                 |

| Hit-parade                     | Meilleure position |
| ------------------------------ | ------------------ |
| Australie (Kent Music Report)  | 11                 |
| Autriche (Ö3 Austria Top 40)   | 10                 |
| Belgique (Flandre Ultratop 50) | 65                 |
| Canada (Top 100)               | 23                 |
| États-Unis (Cash Box)          | 54                 |
| Pays-Bas (Nederlandse Top 40)  | 28                 |

| Pays              | Certification | Unités certifiées |
| ----------------- | ------------- | ----------------- |
| États-Unis (RIAA) | Or            | 500 000           |
| Italie (FIMI)     | Platine       | 100 000           |
| Royaume-Uni (BPI) | Or            | 400 000           |

## Reprises notables
Dès 1975 Tina Turner en a fait une reprise sur son album Acid Queen. La chanteuse de soul-R&B Mary J. Blige a repris le morceau dans son album Stronger with Each Tear dans une version plus urbaine. Cette chanson a également été reprise par Carlos Santana avec au chant Chris Cornell dans son album Guitar Heaven: The Greatest Guitar Classics of All Time.
- 1970 : CCS sur l'album CCS
- 1975 : Tina Turner sur son album Acid Queen
- 1979 : Blonde On Blonde sur l'album ... And How !
- 1996 : Laberinto sur l'album Priority
- 2003 : Smash Mouth sur l'album Get the Picture?
- 2005 : Beth Hart sur Live at Paradiso.
- 2009 : Mary J. Blige sur son album Stronger with Each Tear
- 2010 : Carlos Santana avec au chant Chris Cornell sur son album Guitar Heaven: The Greatest Guitar Classics of All Time
- 2015 : Hollywood Vampires (« supergroupe» fondé par Alice Cooper, Joe Perry et Johnny Depp) sur leur premier album homonyme
- 2017 : Krokus sur l'album de reprises Big Rocks
- 2018 : Alpha Blondy sur son album Human Race